# Welsh International Open 1997
Il Welsh International Open 1997 è un torneo di tennis giocato sulla terra rossa. È la 2ª edizione del torneo, che fa parte della categoria Tier IV nell'ambito del WTA Tour 1997. Si è giocato a Cardiff in Galles, dal 12 al 18 maggio 1997.

## Campionesse

### Singolare
Virginia Ruano Pascual ha battuto in finale  Alexia Dechaume-Balleret con il punteggio di 6–1, 3–6, 6–2

### Doppio
Debbie Graham /  Kerry-Anne Guse hanno battuto in finale  Julie Pullin /  Lorna Woodroffe con il punteggio di 6–3, 6–4